# Stef Wijlaars
Stef Wijlaars (Mierlo, 19 gennaio 1989) è un ex calciatore olandese, di ruolo centrocampista.

## Carriera
Ha giocato nella massima serie dei campionati slovacco e ceco.